# Jézus szent nevének litániája

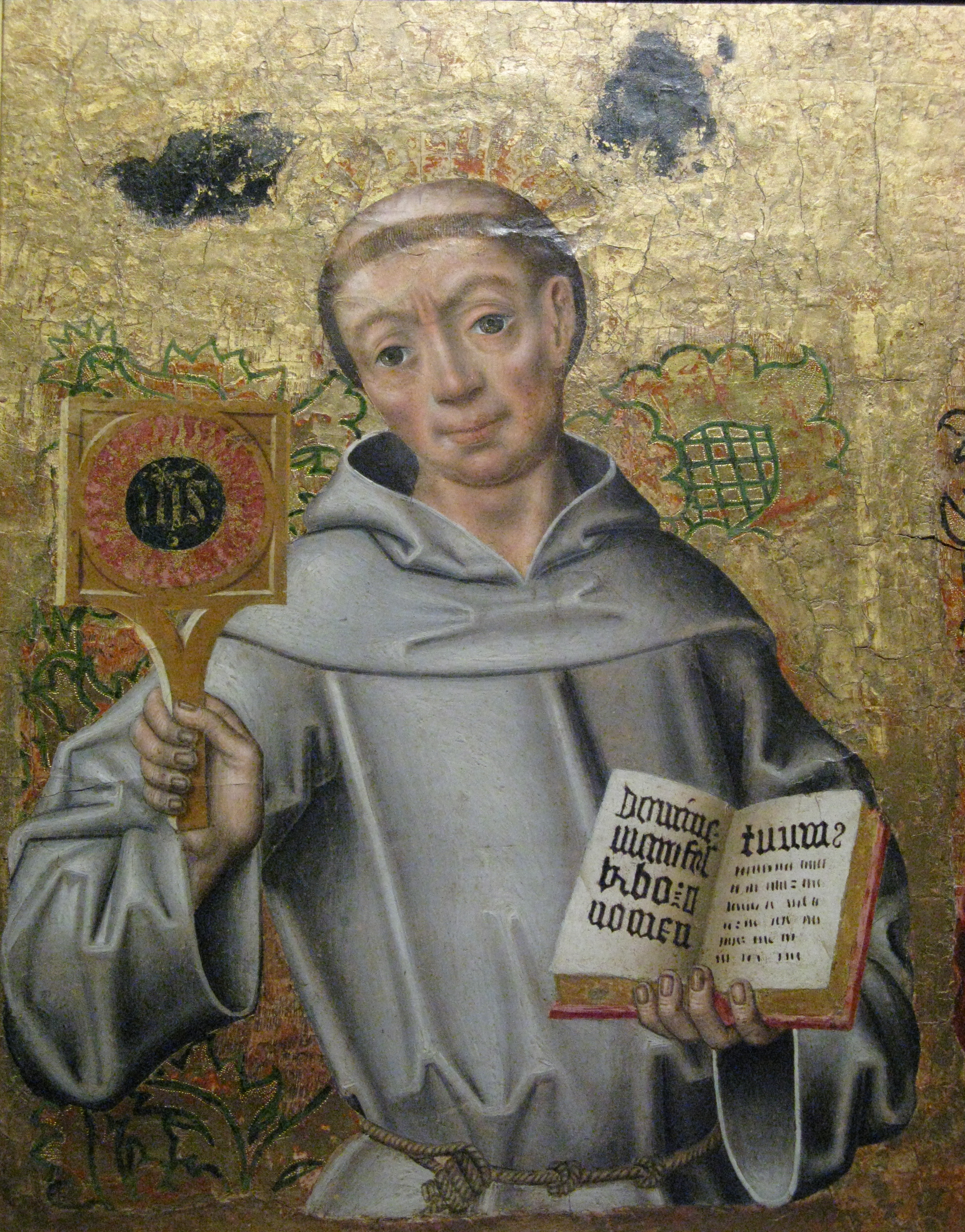
Sienai Szent Bernardin IHS pajzsával, amelyet prédikációi végén egyik kezével felmutatott, másik kezében Biblia. 1530-ban VII. Kelemen pápa engedélyezte a ferences rendnek, hogy zsolozsmával is tisztelhessék Jézus Szent Nevét. Bernardin észrevette, hogy a sok fegyverrel, zászlóval és pártjelvénnyel szemben neki egyetlen fegyvere van: az üdvözítő Jézus Krisztus. Nevének monogramját (IHS) napsugarakkal körülvett arany betűkkel kis pajzsra írta, amelyet a prédikációja végén felmutatott.

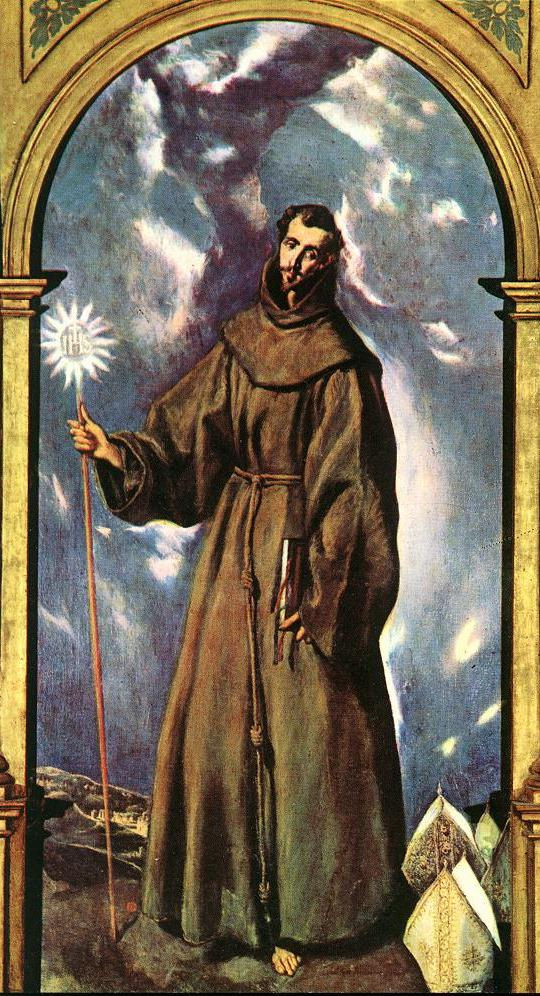
El Greco Szent Bernardint a zarándokbot felső végén fénykoszorúba foglalt Krisztus-monogrammal ábrázolta

Jézus szent nevének litániája római katolikus ima Jézus szent nevéről.
Jézus neve tiszteletére már a 15. század elején több litánia élt. Pápai jóváhagyást XIII. Leó pápa adott 1886-ban a ma is használt formára. Jézus neve tiszteletének felélesztése és elterjesztése Sienai Szent Bernardin nevéhez kötődik, a szöveg tőle vagy Kapisztrán Szent Jánostól származik.

## A litánia szövege
Jézus szent nevének litániája

Uram, irgalmazz nekünk! 

Uram, irgalmazz nekünk! 

Krisztus, kegyelmezz nekünk! 

Krisztus, kegyelmezz nekünk! 

Uram, irgalmazz nekünk! 

Uram, irgalmazz nekünk!

Krisztus, hallgass minket!

Krisztus, hallgass minket!

Krisztus, hallgass meg minket!

Krisztus, hallgass meg minket!

Mennybéli Atyaisten! Irgalmazz nekünk!

Megváltó Fiúisten!

Szentlélek Úristen!

Szentháromság egy Isten!

Jézus, az élő Isten Fia,

Jézus, az Atyának fényessége,

Jézus, az örök világosság fényessége,

Jézus, a dicsőség királya,

Jézus, az igazságosság napja,

Jézus, a Boldogságos Szűz Máriának fia,

Szeretetre méltó Jézus,

Csodálatos Jézus,

Jézus, erős Isten,

Jézus, a jövő élet Atyja,

Jézus, a nagy tanács Angyala,

Leghatalmasabb Jézus,

Legtürelmesebb Jézus,

Legengedelmesebb Jézus,

Szelíd és alázatos szívű Jézus,

Jézus, a szüzesség kedvelője,

Jézus, szerető barátunk,

Jézus, a béke Istene,

Jézus, az élet szerzője,

Jézus, az erények példaképe,

Jézus, a lelkek buzgó keresője,

Jézus, a mi Istenünk,

Jézus, a mi menedékünk,

Jézus, a szegények atyja,

Jézus, a hívek kincse,

Jézus, jó pásztor,

Jézus, igaz világosság,

Jézus, örök bölcsesség,

Jézus, végtelen jóság,

Jézus, utunk és életünk,

Jézus, az angyalok öröme,

Jézus, a pátriárkák királya

Jézus, az apostolok mestere,

Jézus, az evangélisták tanítója,

Jézus, a vértanúk erőssége,

Jézus, a hitvallók világossága,

Jézus, a szüzek tisztasága,

Jézus, minden szentek koronája,

Légy irgalmas, kegyelmezz nekünk, Jézus!

Légy irgalmas, hallgass meg minket, Jézus!

Minden gonosztól, ments meg minket, Jézus!

Minden bűntől,

A te haragodtól,

Az ördög cselvetéseitől,

A tisztátalan lélektől,

Az örök haláltól,

Sugallataid elhanyagolásától,

Megtestesülésed titka által,

Születésed által,

Gyermekséged által,

Isteni életed által,

Fáradalmaid által,

Haláltusád és szenvedésed által,

Kereszted és elhagyatottságod által,

Ellankadásod által,

Halálod és temetésed által,

Föltámadásod által,

Mennybemeneteled által,

A legméltóságosabb Oltáriszentség szerzése által,

Örömeid által,

Dicsőséged által 

Ments meg minket Jézus!

Isten Báránya, Te elveszed a világ bűneit,

Kegyelmezz nekünk, Jézus!

Isten Báránya, Te elveszed a világ bűneit,

Hallgass meg minket, Jézus!

Isten Báránya, Te elveszed a világ bűneit,

Irgalmazz nekünk, Jézus!

Jézus, hallgass minket!

Jézus, hallgass minket!

Jézus, hallgass meg minket!

Jézus, hallgass meg minket!

Könyörögjünk! Urunk, Jézus Krisztus, te azt mondottad: 

„Kérjetek és kaptok, keressetek és találtok, zörgessetek, 

és ajtót nyitnak nektek.” Add nekünk isteni szereteted 

érzelmét, hogy téged teljes szívvel, szóval és tettel 

szeressünk és dicséreteddel soha föl ne hagyjunk.

Adj nekünk, Urunk, szent Neved iránt félelmet és örök 

szeretetet; mert gondviselésedtől soha nem fosztod meg 

azokat, akiket szereteted állhatatosságára tanítasz.

Úristen, aki szent Fiadnak, Jézus Krisztusnak dicsőséges 

Szent Nevét híveid előtt kedvessé és kellemessé, a gonosz 

lelkek előtt pedig félelmessé és rettegetté tetted, kérünk, 

add kegyelmedet, hogy mindnyájan, akik Szent Nevedet ezen 

a Földön ájtatosan tiszteljük, a földi életben érezzük 

szent vigasztalásod édességét, a jövendő életben pedig 

nyerjünk örökké tartó örömet és boldogságot. 

Ugyanazon a mi Urunk, Jézus Krisztus által. Amen.

## Kapcsolódó szócikk
- Litánia
- Jézus-ima